# (20228) Jeanmarcmari
(20228) Jeanmarcmari (1997 XG) – planetoida z pasa głównego asteroid okrążająca Słońce w ciągu 3,29 lat w średniej odległości 2,21 j.a. Odkryta 3 grudnia 1997 roku.